# O3b 위성
O3b 네트워크사가 소유하고 운영한다. 적도 상공 8,063 km인 중궤도를 18,918 km/h(마하 15.45)의 속도로 돈다.
2013년 6월 25일 4개 위성이 동시에 발사되었다. 2013년에 4개의 위성이 추가로 발사된다. 처음에는 8개의 위성이 45분 간격으로 돌며, 나중에는 8개가 더 발사되어 16개의 위성이 22.5분 간격으로 돈다.
각 위성은 12개의 Ka 밴드 안테나를 갖는다. 2개는 게이트웨이, 10개는 원격통신용이다. 1개 채널은 상하향 2×216 MHz의 대역폭을 갖는다. 상하향 각 600 Mbps 속도이므로 1.2 Gbps 속도를 낸다. 10개 채널이므로 모두 4.3 GHz 대역폭에 12 Gbps 속도를 낸다.
179 ms의 음성 통신, 238 ms의 데이터 통신의 지연시간을 갖는다. TCP 접속시 최대 속도는 2.1 Mbps이다. 해상통신의 경우, 130 ms의 지연시간을 가지며, 500 Mbps 이상의 속도를 낸다. 각 채널의 교신범위는 직경 700 km 정도이다.
위성은 리튬 이온 배터리와 갈륨 비소 태양 전지판으로 구성된 700 kg 무게의 전원공급장치에 의해 전원을 공급받는다.
프랑스 탈레스 그룹의 탈레스 알레니아 스페이스에서 제작한다.

## 같이 보기
- SES (기업)